# Thomas Leighton Decker
Thomas Leighton Decker (Calabar, 25 de julho de 1916 — Londres, 7 de setembro de 1978) foi um jornalista, poeta e linguista serra-leonino. Ele é mais conhecido pelos seus trabalhos sobre a língua krio e a tradução de The Tragedie of Julius Caesar, peça de William Shakespeare, para krio.
Decker foi uma das primeiras pessoas a designar krio como língua franca de Serra Leoa, e não apenas um patoá. Essa posição foi legitimada pelas pesquisas em linguística, principalmente descrição gramatical e manutenção sociolinguística. Ele foi membro da Liga da Juventude da África Ocidental, discípulo do fundador Isaac Theophilus Akunna Wallace-Johnson, grupo que lutou pela independência de seu país.